# Ángel Lulio Cabrera
Ángel Lulio Cabrera (Madrid, 19 ottobre 1908 – La Plata, 8 luglio 1999) è stato un botanico spagnolo naturalizzato argentino.